# Застава Егејске Македоније
Застава Егејске Македоније представља шеснаестокраки симбол Сунце из Вергине на плавом пољу.
Сунце Вергине на плавој позадини се најчешће користи као незванична застава три грчке периферије Западне, Средишње и Источне Македоније. Такође се користи од стране организација из македонске дијаспоре, као што су пан-македонске асоцијације у САД и Аустралији, као и велики број комерцијалних предузећа.
Нејасно је када је тачно застава у употреби, али се претпоставља да је од касних 1980-их након археолошких открића Манолиса Андроникоса у Вергини. Слична је прва застава из 1992. године новоосноване државе Републике Македоније након што се одвојила од Југославије, која је имала исти дизајн и са истим симболом али на црвеној позадини. Тај потез је изазвао оштру реакцију Грчке, која је већ користила симбол Сунце Вергине за свој регион Македонију и након тога Република Македонија је 1995. године морала да промени изглед заставе.